# Séréfédougou
Séréfédougou är en ort i Burkina Faso.   Den ligger i regionen Cascades, i den sydvästra delen av landet, 400 km sydväst om huvudstaden Ouagadougou. Séréfédougou ligger 303 meter över havet och antalet invånare är 765.
Terrängen runt Séréfédougou är platt åt sydost, men åt nordväst är den kuperad. Närmaste större samhälle är Banfora, 13,3 km sydväst om Séréfédougou.
Omgivningarna runt Séréfédougou är en mosaik av jordbruksmark och naturlig växtlighet. Runt Séréfédougou är det ganska glesbefolkat, med 27 invånare per kvadratkilometer.